# Рустика
Ру́стовка, также ру́стика (от лат. rusticus дословно — «деревенский» ← rus «деревня; простой, грубый, неотёсанный») — в архитектуре облицовка внешних стен здания или некоторых пространств на них четырёхугольными, правильно сложенными и плотно пригнанными один к другому камнями, передняя сторона которых оставлена неотёсанной или отёсана очень грубо, и только по краям обведена небольшой гладкой полосой. При этом термин «руст» обозначает либо сам такой камень, либо разделительную полоску между камнями.
Такой способ облицовки, но без обрамления камней гладкими рантами, первыми стали употреблять римляне для архитектурных частей, которые должны были производить впечатление массивности и прочности (например, цоколь сооружения). В городских условиях Древнего Рима рустика имела практическое значение, обеспечивая изоляцию первых этажей зданий от влаги и шума и защищая стены от ударов проезжавших по узким римским улицам телег. Применение рустики возобновилось в ранний период эпохи Возрождения, прежде всего в архитектуре Тосканы, о чём свидетельствуют многие здания Флоренции, в том числе дворец Питти, фасад которого целиком облицован рустикой. Впоследствии, наряду с естественными, неотёсанными камнями, вошли в употребление лепная имитация и стилизация под «рустичный стиль» с использованием известкового туфа грубой, ноздреватой фактуры.
Второе значение термина «рустика» близко понятию «сельского стиля» — внутристилевого течения в искусстве итальянского маньеризма XVI века. Сельский стиль проявился главным образом в архитектуре загородных вилл, садово-парковом искусстве, декоративной скульптуре. Мастера этого течения в поисках наибольшей выразительности, необычности и органичной связи с окружающей природой насыщали формы динамикой, экспрессией, уподобляя их природным, органическим образованиям, стилизуя архитектурные объёмы под скалы, гроты, пещеры, а статуи, делая их из грубого материала — известняка, цемента, — как бы поросшими мхом или растрескавшимися от времени.
Имитация рустики выполняется при отделке фасада штукатуркой с разбивкой плоскости стены на прямоугольники. Такая рустовка без вертикальных швов (только с горизонтальными углублениями) называется французским рустом (по образцу Большого Версальского дворца). Кладка из крупных каменных квадров, отёсанных в форме четырёхгранных пирамид, образующих на фасаде здания игру светотени, называют «бриллиантовым рустом». В итальянской архитектуре используется название «диаманти» (итал. diamanti — алмазы). В городе Ферраре (Эмилия-Романья), на севере Италии, имеется знаменитый памятник архитектуры: Палаццо Диаманти (1493—1503), фасад которого сплошь покрыт «бриллиантовым рустом» из полированных мраморных квадров. Бриллиантовый руст в архитектуре маньеризма и барокко, главным образом в странах к северу от Альп, часто имитировали росписью. Рустованные колонны называют муфтированными.
В России рустовка появилась в XVIII веке в архитектуре петровского барокко и русского классицизма. В XIX веке, в периоды историзма и модерна, рустовку применяли в зданиях в стиле неоренессанса, стилизованных под венецианские и флорентийские палаццо эпохи Возрождения.
- Вилла Пизани (Баньоло). 1540-е. Архитектор А. Палладио
- Палаццо Диаманти, Феррара
- Дом с бриллиантовым рустом. г. Королев, Московская область